# Frossay
Frossay (bret. Frozieg, gallo Froczaè) – miejscowość i gmina we Francji, w regionie Kraj Loary, w departamencie Loara Atlantycka.
Według danych na rok 2010 gminę zamieszkiwało 2977 osób, a gęstość zaludnienia wynosiła 52 osoby/km².